# Тошка (озёра)
То́шка — общее название группы бессточных недавно образовавшихся водоёмов в пустыне Сахара, Египет.
При сооружении Асуанской Верхней Дамбы на Ниле в 1964—1968 годы было создано крупное водохранилище Насера с максимальным урезом воды на уровне 183 м над уровнем моря. Изобилие воды облегчило продвижение в Египте другой обширной системы распределения воды, названной проектом «Новая Долина». В 1997 году водохранилище Насера начало расширяться на запад и затоплять низменность Тошка в южном Египте, за последующие несколько лет создав четыре новых озера — озёра Тошка, получивших свое название от нубийского города (старонуб. ⲧⲱϣⲕⲉⲁ), затопленного при сооружении дамбы.
Каждое из созданных озёр ещё не имеет своего отдельного названия. В общей сложности озёра Тошка занимают площадь около 1300 км². Наиболее крупное из них, самое западное, имеет площадь около 538 км². Наблюдения подтвердили, что в 2006 году уровень озёр понизился по сравнению с уровнем 2001 года, и на территории между бывшей и нынешней береговой линией сформировались участки болот и песчаных дюн. Урез воды в озёрах составляет от 176 м для ближайшего озера к водохранилищу Насер до 144 м для дальнего (западного).